# Ото VI (Текленбург)
Вижте пояснителната страница за други личности с името Ото VI.
Ото VI фон Текленбург (на немски: Otto VI von Tecklenburg; † 13 юли 1388) е от 1367 до 1388 г. граф на Текленбург и чрез женитба господар на Реда (1364 – 1366).

## Биография
Той е единственият син на граф Николаус I, граф на Шверин-Текленбург († сл. 1367), граф на Текленбург (1356 – 1358), и съпругата му Хелена фон Олденбург-Алтбруххаузен, дъщеря на граф Ото фон Олденбург-Алтбруххаузен. Брат е на Рихиза фон Текленбург († 1430), омъжена за граф Ото IV (VII) фон Олденбург-Делменхорст и е майка на Николаус фон Олденбург-Делменхорст, архиепископ на Бремен (1421 – 1434).
Внук е на граф Гунцелин VI граф на Шверин-Витенбург († 1327) и съпругата му Рихардис фон Текленбург († ок. 1327), наследничка на Графство Текленбург, дъщеря на граф Ото IV фон Бентхайм-Текленбург (* ок. 1270; † 1307) и Беатрикс фон Ритберг († 1312/1325). Племенник е на граф Ото I фон Шверин-Витенбург (* ок. 1320; † 1357), който няма син и е баща на Рихардис фон Шверин-Витенбург (* ок. 1350; † 1377), първата съпруга на шведския крал Албрехт Мекленбургски (* 1340; † 1412).
Баща му Николаус I, със съгласието на Ото VI, продава през 1357 г. Графство Шверин на херцозите Албрехт II фон Мекленбург и Хайнрих III фон Мекленбург.
През 1367 г. Ото VI наследява баща си като граф на Текленбург-Линген-Иббенбюрен. В многото си битки той печели Господство Реда. От 1372 до 1379 г. той е управител на епископство Оснабрюк. През 1379 г. Ото VI е обсаден в Реда и трябва да се откаже.

## Фамилия
Ото VI се жени за Аделхайд фон Липе (Айлика, † ок. 1392), наследничка на господство Реда, дъщеря на Бернхард V фон Липе и на Рихарда фон Марк. Те имат 2 деца:
- Николаус II († 1426), от 1388 г. граф на Текленбург, женен за Елизабет (Анна) фон Мьорс († 1430)
- Хедвиг фон Текленбург († 1417), омъжена ок. 1391 г. за Гизберт от Бронкхорст († 1409).